# Yannick Simon
Yannick Simon est un musicologue français, né à Vire le 9 avril 1965.

## Biographie
Yannick Simon est un musicologue français, docteur en musicologie (EHESS, 1996), maître de conférences puis professeur à l’Université de Rouen, et, depuis 2020, professeur à l’Université Toulouse - Jean Jaurès et rattaché à la Maison des sciences de l’homme et de la société de Toulouse (UAR 3414 CNRS) et au LLA- Créatis (EA 4152).
Ses recherches portent sur la vie musicale en France sous la IIIe République et sous l’Occupation. Il travaille également sur l’histoire du concert, sur la diffusion et à la réception de la musique symphonique, de la musique de chambre et de l’opéra dans les régions françaises.
En 2012, il a cofondé, avec les musicologues Joann Élart et Patrick Taïeb, Dezède  (ISSN 2269-9473), ressource numérique open source, outil scientifique de recherche et de valorisation dédié à l’archivage et à la chronologie des spectacles.

## Publications

### Monographies
- La SACEM et les droits des auteurs et compositeurs juifs sous l’Occupation, Paris, La Documentation française, 2000, 246 p. (ISBN 2-11-004559-0, BNF 37220239)
- L'Association artistique d'Angers, 1877-1893 : histoire d'une société de concerts populaires, suivie du répertoire des programmes des concerts, Paris, Société française de musicologie, 2006, 415 p. (ISBN 2-85357-018-5, BNF 40238029)
- Composer sous Vichy, Lyon, Symétrie, coll. « Perpetuum mobile », 2009, 424 p. (ISBN 978-2-914373-57-9, BNF 42056846)[2],[3],[4],[5]
- Jules Pasdeloup et les origines du concert populaire, Lyon, Symétrie, 2011, 277 p. (ISBN 978-2-914373-78-4, BNF 42548217)
- "Lohengrin" : un tour de France, 1887-1891, Paris, Presses universitaires de Rennes, coll. « Le Spectaculaire », 2015, 134 p. (ISBN 978-2-7535-3647-0, BNF 44303862)
- Charles Lamoureux. Chef d’orchestre et directeur musical au XIXe siècle, Arles, Actes Sud-Palazzetto Bru Zane, 2020, 239 p. (ISBN 978-2-330-13159-3, BNF 46506285)
- Wagner vue de Rouen, Rouen, Presses universitaires de Rouen et du Havre, 2024, 148 p. (ISBN 979-10-240-1773-0)

### Ouvrages collectifs publiés sous sa direction
- La musique à Paris sous l’Occupation : sous la direction de Myriam Chimènes et Yannick Simon, Paris, Fayard-Cité de la Musique, 2013, 254 p. (ISBN 978-2-213-67721-7, BNF 43716474)
- Nouvelles perspectives sur les spectacles en province, XVIIIe – XXe siècle : sous la direction de Joann Élart et Yannick Simon, Mont-Saint-Aignan, Presses universitaires de Rouen et du Havre, coll. « Changer d’époque », 2018, 198 p. (ISBN 979-10-240-0874-5, BNF 45602476)

## Distinctions
- 2008 : Bourse des Muses pour son ouvrage Composer sous Vichy.